# Glasögonorm (låt)
Glasögonorm är en låt av artisten Eddie Meduza. Den finns med på hans album Gasen i botten från 1981. Den finns också med på samlingsalbumen Värsting hits och En jävla massa hits.
Denna låt handlar om när Eddie var liten och hade glasögon.